# Главати
Главати (на сръбски: Главати) е село в Черна гора, разположено в община Котор. Населението му според преброяването през 2011 г. е 391 души, от тях: 220 (56,26 %) сърби, 119 (30,43 %) черногорци, 40 (10,23 %) неизвестни.

## Население
Численост на населението според преброяванията през годините:
- 1948 – 189 души
- 1953 – 165 души
- 1961 – 160 души
- 1971 – 130 души
- 1981 – 84 души
- 1991 – 186 души
- 2003 – 160 души
- 2011 – 391 души